# Sezon 2008/2009 w curlingu
Zestawienie rozgrywek curlingowych w sezonie 2008/2009.

|                          | Zawody                                                                            | 1.                                               | 2.                                           | 3.                                  |
| ------------------------ | --------------------------------------------------------------------------------- | ------------------------------------------------ | -------------------------------------------- | ----------------------------------- |
|                          | Mistrzostwa Europy Mikstów Kitzbühel, 21-27 września 2008                         | Niemcy (Rainer Schöpp)                           | Czechy (Jiří Snítil)                         | Szwecja (Niklas Edin)               |
| Polska                   | Turniej kwalifikacyjny do Mistrzostw Europy Łódź, 17-19 października 2008         | Media CC Warszawa (Marta Szeliga-Frynia)         | AZS PŚ Gliwice Dzwoneczki (Elżbieta Ran)     | ŚKC Katowice Spark (Justyna Beck)   |
| Polska                   | Turniej kwalifikacyjny do Mistrzostw Europy Łódź, 17-19 października 2008         | Media CC Warszawa Polaris (Krzysztof Kowalski)   | Media CC Warszawa KNB (Arkadiusz Detyniecki) | KKC Piechowice (Kamil Wachulak)     |
|                          | Mistrzostwa Strefy Pacyfiku Naseby, 5-9 listopada 2008                            | Chiny (Wang Bingyu)                              | Korea Południowa (Kim Mi-yeon)               | Japonia (Meguro Moe)                |
| Chiny (Wang Fengchun)    | Mistrzostwa Strefy Pacyfiku Naseby, 5-9 listopada 2008                            | Japonia (Morozumi Yusuke)                        | Nowa Zelandia (Scott Becker)                 |                                     |
| Kanada                   | Canadian Mixed Curling Championship Iqaluit, 8-15 listopada 2008                  | Manitoba (Sean Grassie)                          | Ontario (Wayne Tuck)                         | Saskatchewan (Darrell McKee)        |
|                          | Eliminacje do Mistrzostw Świata w Curlingu na Wózkach Praga, 15-20 listopada 2008 | Niemcy (Jens Jäger)                              | Chiny (Wang Haitao)                          | Rosja (Marat Romanow)               |
|                          | Mistrzostwa Europy Örnsköldsvik, 5-13 grudnia 2008                                | Szwajcaria (Mirjam Ott)                          | Szwecja (Anette Norberg)                     | Dania (Angelina Jensen)             |
| Szkocja (David Murdoch)  | Mistrzostwa Europy Örnsköldsvik, 5-13 grudnia 2008                                | Norwegia (Thomas Ulsrud)                         | Niemcy (Andreas Kapp)                        |                                     |
| Polska                   | Akademickie Mistrzostwa Polski Gliwice, 18 grudnia 2008                           | AZS Uniwersytet Śląski                           | AZS Poznań (Justyna Śmigielska)              | ŚKC MOC Team                        |
| Polska                   | Akademickie Mistrzostwa Polski Gliwice, 18 grudnia 2008                           | AZS PŚ Gliwice Ekipa Smoka (Andrzej Augustyniak) | AZS MCC Warszawa                             | Marlex AZS Katowice                 |
|                          | Continental Cup Camrose, 18-21 grudnia 2008                                       | Świat                                            | Ameryka Północna                             | -                                   |
|                          | Europejski Challenge Juniorów Kopenhaga, 2-8 stycznia 2009                        | Francja (Marie Coulout)                          | Czechy (Anna Kubešková)                      | Włochy (Georgia Apollonio)          |
| Szkocja (Glen Muirhead)  | Europejski Challenge Juniorów Kopenhaga, 2-8 stycznia 2009                        | Rosja (Andriej Drozdow)                          | Francja (Joffrey Vincent)                    |                                     |
| Kanada                   | TSN Skins Game Rama, 10-11 stycznia 2009                                          | Randy Ferbey                                     | Glenn Howard                                 | Jennifer Jones Kevin Martin         |
|                          | Mistrzostwa Strefy Pacyfiku Juniorów Harbin, 10-14 stycznia 2009                  | Japonia (Fujisawa Satsuki)                       | Chiny (Liu Jinli)                            | Korea Południowa (Gim Un-chi)       |
| Chiny (Zang Jialiang)    | Mistrzostwa Strefy Pacyfiku Juniorów Harbin, 10-14 stycznia 2009                  | Korea Południowa (Kim Hyun-tae)                  | Nowa Zelandia (Kris Miller)                  |                                     |
| Polska                   | Mistrzostwa Polski Par Mieszanych Gliwice, 16-18 stycznia 2009                    | Agnieszka Ogrodniczek Damian Herman              | Katarzyna Wicik Wojciech Woyda               | Krystyna Beniger Rymwid Błaszczak   |
|                          | Challenge do Mistrzostw Świata Mężczyzn Bismarck, 31 stycznia-1 lutego 2009       | Stany Zjednoczone (Todd Birr)                    | Brazylia (Marcello Mello)                    | -                                   |
| Kanada                   | Canadian Junior Curling Championships Salmon Arm, 31 stycznia-8 lutego 2009       | Manitoba (Kaitlyn Lawes)                         | Ontario (Rachel Homan)                       | Alberta (Casey Scheidegger)         |
| Kanada                   | Canadian Junior Curling Championships Salmon Arm, 31 stycznia-8 lutego 2009       | Wyspa Księcia Edwarda (Brett Gallant)            | Ontario (Dylan Johnston)                     | Alberta (Kevin Yablonski)           |
| Polska                   | Ogólnopolska Olimpiada Młodzieży Dębica, 14-15 lutego 2009                        | mazowieckie (Lipińska)                           | mazowieckie (Wilk)                           | pomorskie (Kozikowska)              |
| Polska                   | Ogólnopolska Olimpiada Młodzieży Dębica, 14-15 lutego 2009                        | śląskie (Rokita)                                 | łódzkie (Grzelka)                            | pomorskie (Tomsza)                  |
|                          | Europejski Festiwal Młodzieży Bielsko-Biała, 14-21 lutego 2009                    | Wielka Brytania (Anna Sloan)                     | Szwajcaria (Kerstin Iten)                    | Dania (Mette de Neergaard)          |
| Szwajcaria (Roger Gulka) | Europejski Festiwal Młodzieży Bielsko-Biała, 14-21 lutego 2009                    | Wielka Brytania (Colin Dick)                     | Norwegia (Sander Rølvåg)                     |                                     |
|                          | Zimowa Uniwersjada Harbin, 18-28 lutego 2009                                      | Chiny (Wang Bingyu)                              | Kanada (Hollie Nicol)                        | Rosja (Ludmiła Priwiwkowa)          |
| Szwecja (Niklas Edin)    | Zimowa Uniwersjada Harbin, 18-28 lutego 2009                                      | Norwegia (Thomas Løvold)                         | Szwajcaria (Wang Fengchun)                   |                                     |
|                          | Mistrzostwa Świata w Curlingu na Wózkach Vancouver, 21-28 lutego 2009             | Kanada (Jim Armstrong)                           | Szwecja (Jalle Jungnell)                     | Niemcy (Jens Jäger)                 |
| Stany Zjednoczone        | U.S. Olympic Curling Trials Broomfield, 21-28 lutego 2009                         | Debbie McCormick                                 | Patti Lank                                   | Amy Wright                          |
| Stany Zjednoczone        | U.S. Olympic Curling Trials Broomfield, 21-28 lutego 2009                         | John Shuster                                     | Tyler George                                 | Todd Birr                           |
| Kanada                   | Scotties Tournament of Hearts Victoria, 21 lutego-1 marca 2009                    | Kanada (Jennifer Jones)                          | Kolumbia Brytyjska (Marla Mallett)           | Quebec (Marie-France Larouche)      |
|                          | Mistrzostwa Świata Juniorów Vancouver, 5-15 marca 2009                            | Szkocja (Eve Muirhead)                           | Kanada (Kaitlyn Lawes)                       | Szwajcaria (Martina Baumann)        |
| Dania (Rasmus Stjerne)   | Mistrzostwa Świata Juniorów Vancouver, 5-15 marca 2009                            | Kanada (Brett Gallant)                           | Stany Zjednoczone (Chris Plys)               |                                     |
| Kanada                   | Tim Hortons Brier Calgary, 7-15 marca 2009                                        | Alberta (Kevin Martin)                           | Manitoba (Jeff Stoughton)                    | Ontario (Glenn Howard)              |
| Polska                   | Mistrzostwa Polski w Curlingu na Wózkach Gdańsk, 18-20 marca 2009                 | RKC Curlik (Bogusław Sondej)                     | MCC Warszawa                                 | Gdański Club Curlingowy             |
| Kanada                   | Canada Cup Yorkton, 18-22 marca 2009                                              | Shannon Kleibrink                                | Marie-France Larouche                        | Cheryl Bernard                      |
| Kanada                   | Canada Cup Yorkton, 18-22 marca 2009                                              | Kevin Martin                                     | Randy Ferbey                                 | Jeff Stoughton                      |
| Kanada                   | Canadian Senior Curling Championships Summerside, 21-28 marca 2009                | Nowa Szkocja (Colleen Pinkney)                   | Kolumbia Brytyjska (Kathy Smiley)            | Manitoba (Lois Fowler)              |
| Kanada                   | Canadian Senior Curling Championships Summerside, 21-28 marca 2009                | Ontario (Bruce Delaney)                          | Nowy Brunszwik (Russ Howard)                 | Wyspa Księcia Edwarda (Mel Bernard) |
|                          | Mistrzostwa Świata Kobiet Moncton, 4-12 kwietnia 2009                             | Chiny (Wang Bingyu)                              | Szwecja (Anette Norberg)                     | Szwajcaria (Mirjam Ott)             |
|                          | Mistrzostwa Świata Mężczyzn Moncton, 4-12 kwietnia 2009                           | Szkocja (David Murdoch)                          | Kanada (Kevin Martin)                        | Norwegia (Thomas Ulsrud)            |
|                          | Mistrzostwa Świata Par Mieszanych Cortina d’Ampezzo, 18-26 kwietnia 2009          | Szwajcaria (Irene Schori, Toni Müller)           | Węgry (Ildikó Szekeres, György Nagy)         | Kanada (Josie Nimik, Allison Nimik) |
|                          | Mistrzostwa Świata Seniorów Dunedin, 25 kwietnia-2 maja 2009                      | Kanada (Pat Sanders)                             | Szwajcaria (Renate Nedkoff)                  | Szwecja (Ingrid Meldahl)            |
| Kanada (Eugene Hritzuk)  | Mistrzostwa Świata Seniorów Dunedin, 25 kwietnia-2 maja 2009                      | Stany Zjednoczone (Paul Pustovar)                | Szkocja (Keith Prentice)                     |                                     |

## Eliminacje do Mistrzostw Kanady 2009
| Prowincja                           | Kobiety                                                                        | Kobiety               | Mężczyźni                                                                             | Mężczyźni          |
| ----------------------------------- | ------------------------------------------------------------------------------ | --------------------- | ------------------------------------------------------------------------------------- | ------------------ |
| Alberta                             | AB Scotties Tournament of Hearts Sylvan Lake, 28 stycznia-1 lutego 2009        | Cheryl Bernard        | Boston Pizza Cup Wainwright, 11 lutego-15 lutego 2009                                 | Kevin Martin       |
| Jukon/ Terytoria Północno-Zachodnie | YT/NWT Scotties Tournament of Hearts Whitehorse, 29 stycznia-1 lutego 2009     | Kerry Galusha         | YT/NWT Men’s Curling Championship Yellowknife, 12-15 lutego 2009                      | Jamie Koe          |
| Kolumbia Brytyjska                  | BC Scotties Tournament of Hearts Parksville, 20-25 stycznia 2009               | Marla Mallett         | Canadian Direct Insurance BC Men’s Provincials Maple Ridge, 9-15 stycznia 2009        | Sean Geall         |
| Manitoba                            | MB Scotties Tournament of Hearts Neepawa, 4-8 lutego 2009                      | Barb Spencer          | Safeway Championship Selkirk, 18-22 lutego 2009                                       | Jeff Stoughton     |
| Northern Ontario                    | –                                                                              | –                     | The Dominion NO Provincial Men’s Championship Fort Frances, 10-14 lutego 2009         | Mike Jakubo        |
| Nowa Fundlandia i Labrador          | NL Scotties Tournament of Hearts St. John’s, 21-25 stycznia 2009               | Heather Strong        | NL Provincial Men’s Curling Championship Stephenville, 3-8 lutego 2009                | Brad Gushue        |
| Nowa Szkocja                        | NS Scotties Tournament of Hearts Bridgewater, 20-25 stycznia 2009              | Nancy McConnery       | Molson Scotia Cup Chester, 10-15 lutego 2009                                          | Mark Dacey         |
| Nowy Brunszwik                      | NB Scotties Tournament of Hearts Beaver, 28 stycznia-1 lutego 2009             | Andrea Kelly          | Alexander Keith’s Tankard Saint John, 11-15 lutego 2009                               | Russ Howard        |
| Ontario                             | ON Scotties Tournament of Hearts Oakville, 26 stycznia-1 lutego 2009           | Kristy McCarville     | TSC Stores Tankard Woodstock, 2-8 lutego 2009                                         | Glenn Howard       |
| Quebec                              | Championnat Provincial des Coeurs Scotties Trois-Rivières, 19-25 stycznia 2009 | Marie-France Larouche | Championnat provincial de curling masculin Salaberry-de-Valleyfield, 8-15 lutego 2009 | Jean-Michel Ménard |
| Saskatchewan                        | SK Scotties Tournament of Hearts Swift Current, 28 stycznia-1 lutego 2009      | Stefanie Lawton       | SaskTel Tankard Meadow Lake, 4-8 lutego 2009                                          | Joel Jordison      |
| Wyspa Księcia Edwarda               | PEI Scotties Tournament of Hearts Summerside, 22-26 stycznia 2009              | Robyn MacPhee         | Labatt Tankard Montague, 10-15 lutego 2009                                            | Rod MacDonald      |
| –                                   | Scotties Tournament of Hearts 2008 Regina, 16-24 lutego 2008                   | Jennifer Jones        | –                                                                                     | –                  |

## Ranking Światowej Federacji Curlingu[3]
| #  | Kraj              | Punkty | Poz. ± |
| -- | ----------------- | ------ | ------ |
| 1  | Kanada            | 795    | 0      |
| 2  | Szwecja           | 736    | 0      |
| 3  | Szwajcaria        | 587    | 0      |
| 4  | Dania             | 547    | +1     |
| 5  | Chiny             | 542    | +4     |
| 6  | Stany Zjednoczone | 488    | -2     |
| 7  | Szkocja           | 439    | -1     |
| 8  | Rosja             | 372    | +2     |
| 9  | Norwegia          | 362    | -2     |
| 10 | Japonia           | 353    | -2     |
| 11 | Niemcy            | 304    | +1     |
| 12 | Włochy            | 250    | -1     |
| 13 | Korea Południowa  | 155    | +3     |
| 14 | Czechy            | 145    | -1     |
| 15 | Finlandia         | 129    | -1     |
| 16 | Holandia          | 124    | -1     |
| 17 | Anglia            | 116    | 0      |
| 18 | Austria           | 104    | 0      |
| 19 | Węgry             | 97     | +2     |
| 20 | Nowa Zelandia     | 89     | 0      |
| 21 | Francja           | 88     | -2     |
| 22 | Łotwa             | 83     | 0      |
| 23 | Polska            | 82     | 0      |
| 24 | Estonia           | 64     | +2     |
| 25 | Hiszpania         | 60     | -1     |
| 26 | Australia         | 58     | -1     |
| 27 | Chorwacja         | 56     | 0      |
| 28 | Słowacja          | 51     | +2     |
| 29 | Irlandia          | 30     | -1     |
| 30 | Chińskie Tajpej   | 27     | -1     |
| 31 | Litwa             | 24     | 0      |
| 32 | Bułgaria          | 15     | 0      |
| 33 | Kazachstan        | 11     | +1     |
| 34 | Andora            | 10     | -1     |
| 35 | Walia             | 6      | 0      |

| #  | Kraj              | Punkty | Poz. ± |
| -- | ----------------- | ------ | ------ |
| 1  | Kanada            | 916    | 0      |
| 2  | Szkocja           | 748    | 0      |
| 3  | Norwegia          | 617    | 0      |
| 4  | Stany Zjednoczone | 561    | 0      |
| 5  | Niemcy            | 492    | 0      |
| 6  | Szwajcaria        | 476    | +1     |
| 7  | Finlandia         | 396    | -1     |
| 8  | Szwecja           | 352    | 0      |
| 9  | Francja           | 285    | 0      |
| 10 | Dania             | 272    | +1     |
| 11 | Chiny             | 243    | +3     |
| 12 | Australia         | 209    | -2     |
| 13 | Włochy            | 206    | -1     |
| 14 | Nowa Zelandia     | 190    | -1     |
| 15 | Czechy            | 149    | 0      |
| 16 | Japonia           | 145    | +2     |
| 17 | Irlandia          | 119    | -1     |
| 18 | Rosja             | 106    | -1     |
| 19 | Walia             | 98     | 0      |
| 20 | Węgry             | 92     | +2     |
| 21 | Hiszpania         | 89     | +4     |
| 22 | Korea Południowa  | 88     | -1     |
| 23 | Anglia            | 88     | -3     |
| 24 | Holandia          | 84     | -1     |
| 25 | Łotwa             | 73     | -1     |
| 26 | Belgia            | 59     | +3     |
| 27 | Słowacja          | 53     | +1     |
| 28 | Polska            | 51     | +3     |
| 29 | Austria           | 50     | -3     |
| 30 | Bułgaria          | 45     | -3     |
| 31 | Estonia           | 28     | +1     |
| 32 | Chińskie Tajpej   | 38     | -2     |
| 33 | Chorwacja         | 30     | +2     |
| 34 | Białoruś          | 28     | -1     |
| 35 | Grecja            | 28     | -1     |
| 36 | Litwa             | 24     | +1     |
| 37 | Andora            | 12     | -1     |
| 38 | Serbia            | 8      | +1     |
| 39 | Kazachstan        | 7      | +1     |
| 40 | Luksemburg        | 5      | -1     |
| 41 | Islandia          | 3      | 0      |